# Parkstad Limburg

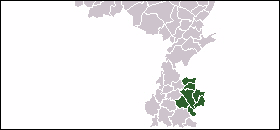
Die Gemeinden der Parkstad Limburg

Die Parkstad Limburg (deutsch Parkstadt Limburg) ist eine Plusregio (Zweckverband) aus sieben Gemeinden in der Euregio Maas-Rhein: Brunssum, Heerlen, Kerkrade, Landgraaf, Simpelveld, Voerendaal und seit der Gemeindegründung 2019 Beekdaelen. Diese städtische Agglomeration im Südwesten der Provinz Limburg in den Niederlanden umfasst den östlichen Teil des ehemaligen niederländischen Bergbaureviers (niederländisch Kempens Bekken oder Kempens steenkoolbekken), den so genannten „Oostelijke Mijnstreek“.
In der Parkstad Limburg leben rund 250.000 Menschen.
Der „Westelijke Mijnstreek“ umfasst die Gemeinden Beek, Schinnen, Stein und die damals selbstständigen Gemeinde Geleen.

## Geschichte
'Parkstad' ist ein Kommunalverband bzw. Regionalverband. Die Parkstadt Limburg geht auf einen älteren Zweckverband der Bergbaugemeinden im südostniederländischen Kohlenrevier (der so genannten „Oostelijke Mijnstreek“). In dieser Gebietskörperschaft arbeiten die Gemeinden Brunssum, Beekdaelen, Heerlen, Kerkrade, Landgraaf, Simpelveld sowie Voerendaal zusammen.
Der Name „Parkstad“ weist insbesondere auf das neue Image der einstigen Bergbauregion hin, die sich nach 1975 von einem ruß- und staubgeschwärzten Bergbaurevier zu einer Tourismus- und Dienstleistungsregion entwickelt hat. 
Der alte Zweckverband war nur eingeschränkt wirksam, weil dortige Entscheidungen nicht bindend für die Mitgliedsgemeinden waren. Dies wurde deutlich, als die Region sich im Strukturwandel infolge des Niedergangs des Kohlenbergbaus befand. Aus einer Untersuchung ging hervor, dass die Region viele Entwicklungsmöglichkeiten bietet. Allerdings wurden die Potenziale bislang nicht nachhaltig genutzt. Die beste Möglichkeit, dies zu ändern, besteht im gemeinsamen und abgestimmten Vorgehen der Gemeinden. Daher sah man in einer strukturell zusammenhängenden Regio verbesserte Perspektiven. Auf maßgebliches Betreiben der Kommunalpolitiker T. Wöltgens, J. Pleumeekers und J. Zuidgeest entstand 1999 die Parkstad.
Als vergleichbarer Kommunalverband besteht im deutschen Teil der Euregio Maas-Rhein die Städteregion Aachen. Übergreifend zwischen der Parkstad Limburg und Städteregion Aachen besteht Eurode, die Doppelstadt aus dem niederländischen Kerkrade und dem nordrhein-westfälischen Herzogenrath.

## Zielsetzung und Plan
Bei der Gründung der Parkstad wurden folgende vorrangigen Ziele der Zusammenarbeit festgelegt:
- Beseitigung des wirtschaftlichen Entwicklungsrückstandes im Vergleich zu den übrigen Niederlanden binnen einer Dekade;
- Nutzung der endogenen Potenziale der Parkstad als urbane Grenzregion.

Daraus resultiert eine Vielzahl von Einzelmaßnahmen. Die Entwicklungsstrategie der Parkstad Limburg beruht auf vier Säulen. Außerdem wurden ein Paket aus zehn Kernmaßnahmen definiert. Die Säulen und Kernaufgaben sind:

### Erste Säule: Wirtschaftliche Säule
- Kernpunkt 1: Aktionsplan zur Verbesserung von Ausbildung und Unterricht sowie zur Stabilisierung des Arbeitsmarktes, ggf. Investition in die Bildungsinfrastruktur.
- Kernpunkt 2: Anwerbung und Ansiedlung von Gewerbebetrieben
- Kernpunkt 3: Erhalt und Entwicklung von Gewerbeflächen bzw. ganzer Industrie- und Gewerbegebieten.

### Zweite Säule: Räumliche Säule
- Kernpunkt 4: Strukturplan, d. h. wissenschaftliche Aufnahme und Kartierung der existierenden sozioökonomischen Strukturen;
- Kernpunkt 5: Verbesserung des Wohnumfelds;
- Kernpunkt 6: Konzipierung eines regionalen Verkehrs- und Transportplans, ergo Verbesserung der Verkehrsinfrastruktur; (siehe Bahnstrecke Sittard–Herzogenrath)
- Kernpunkt 7: Anlage von Umgehungsstraßen bzw. so genannter Ringwege (nl.: ringwegen) (siehe Provinciale weg 281 und Provinciale weg 300)

### Dritte Säule: Soziale Säule
- Kernpunkt 8: Erarbeitung eines so genannten Kulturellen Manifestes;
- Kernpunkt 9: Aktionsplan Fürsorge
- Kernpunkt 10: Aktionsplan zur Belebung und Erhalt von Dorf und Siedlungskernen bzw. Stadtteilzentren.

### Vierte Säule: Strategische Säule
Dieser Säule ist keiner der Kernaufgaben untergeordnet. Allerdings betreffen nahezu alle Punkte auch einer Einbettung in die Gesamtstrategie. Außerdem profitieren sie von einer geschlossenen, strategischen Vorgehensweise. Solche Punkte sind etwa der Kontakt bzw. Lobbyarbeit mit Vertretern in Regierung und Parlament in Den Haag, in der Provinz Limburg, in Interessenverbänden und in anderen Bereichen.